# Rolf Peter Sieferle
Rolf Peter Sieferle (Estugarda, 5 de agosto de 1949 – Heidelberg, 17 de setembro de 2016) foi um historiador alemão.

## Vida e Obra
Depois de estudar história, ciência política e sociologia nas universidades de Heidelberg e Constança, Sieferle foi promovido em 1977 como doutor em filosofia na faculdade de filosofia de Constança com uma tese sobre a teoria marxista.
Em 1980, juntou-se ao grupo de trabalho sobre o ambiente, a sociedade e a energia na Universidade-Gesamthochschule Essen. De 1980 a 1984, esteve lá envolvido no projeto de pesquisa de Klaus Michael Meyer-Abich e Bertram Schefold, Die Sozialverträglichkeit verschiedener Energiesysteme in der industriegesellschaftlichen Entwicklung“ (O impacto social dos diferentes sistemas de energia no desenvolvimento industrial da sociedade). A sua publicação de 1982 Der unterirdische Wald. Energiekrise und industrielle Revolution (A floresta subterránea. Crise energética e revolução industrial), uma publicação da Federação dos cientistas alemães, é um padrão de trabalho para a transição de energia da madeira para o carvão e a industrialização resultante. Quase vinte anos mais tarde, apareceu a tradução inglesa ligeiramente revisada na publicação especializada em questões ambientais, White Horse Press. No contexto dum projeto de pesquisa da década de 1980, apresentou-se também uma visão geral dos fundadores do movimento ambiental na Alemanha Fortschrittsfeinde? Opposition gegen Technik und Industrie von der Romantik bis zur Gegenwart (Inimigos do progresso? Oposição à tecnologia e à indústria, desde o romantismo até o presente), trás „Energetische Weltgeschichte“ (História energética mundial) de Frank Uekötter. Em 1984 atingiu o título de agregado de livre-docência na Universidade de Constança, no campo da história moderna.
De 1988 a 1993, foi beneficiário duma bolsa de estudos do Programa Heisenberg do Deutsche Forschungsgemeinschaft (Conselho de Investigação Alemão). Em 1989, recebeu uma Privatdozentur na Universidade de Mannheim, na Alemanha, e em 1991, foi professor adjunto lá. Foi catedrático convidado para várias cátedras em Zurique (ETH) e em Viena. Em 1995, assumiu a gestão do histórico foco de promoção da fundação baseada em Estugarda Breuninger Stiftung.
Em 1995, Sieferle publicou "cinco esboços biográficos", de Paul Lensch, Werner Sombart, Oswald Spengler, Ernst Jünger, e Hans Freyer, atribuindo-os à "Revolução Conservadora". O seu trabalho foi no momento fortemente criticado em opiniões profissionais (German History, Politische Vierteljahresschrift). Claudius R. Köster, por exemplo, censurou as suas representações como de "esboçadas" no plano metodológico, teórico e de conteúdo. Reconheceu uma "intenção político-agitatorial", na sua opinião, do autor próximo a si. Para Armin Pfahl-Traughber trata-se de "ensaística" tendenciosa, embora com contribuições perspicazes. Na última análise serão problemáticos a seleção de esboços e a "representação acrítica", especialmente sob ponto de vista democrata-teórico. De acordo com Dirk Kretschmer e Siegfried Jäger do Duisburger Institut für Sprach- und Sozialforschung (Instituto de linguística e investigação social de Duisburgo) tentou o "Aluno de Nolte" na sua obra, "borrar a sombra nazista que pesa sobre a estimativa dos autores pré-fascistas". Para Volker Weiß trata-se duma "coleção apologética de textos de autores do nacionalismo de Weimar". 
Na década de 1990 defendeu no contexto dum grupo de pesquisa do Institut für Interdisziplinäre Forschung und Fortbildung, (Instituto para a investigação Interdisciplinar e a formação) de Viena "uma quantificação abrangente dos fluxos sociais de materiais e de energia" (MEFA-Ansatz) (=abordagem MEFA).
De 2000 a 2004 foi professor convidado permanente na Universidade de St. Gallen, onde se tornou, em 2005, professor de história geral. Sieferle foi neste tempo coeditor da série Umwelthistorische Forschungen (Pesquisas históricas do ambiente) (Böhlau Verlag). em 2010, apresentou uma das três peritagens externas para o relatório principal Welt im Wandel: Gesellschaftsvertrag für eine Große Transformation (Mundo em transição: Contrato social para uma grande transformação) do Wissenschaftlichen Beirats der Bundesregierung Globale Umweltveränderungen (Conselho Consultivo Alemão sobre mudanças globais ambientais). 2012 foi o ano de aposentadoria. O trabalho de Sieferle centrou-se sobre a estrutura e a história das ideias da industrialização, assim como do ambiente e da história universal.
Gustav Seibt, que também escrevera um obituário, considerou Sieferle como "um interessante estilista" com uma "grande audácia na formulação narrativa e teórica". A sua última fase criativa será caraterizada, no entanto, por um "desordenado desabafo e primitivismo", pelo que a sua "capacidade de discernimento" desaparecera. Seibt atestou em Sieferle um "cruel cinismo". Jan Grossarth presta-lhe uma homenagem no Frankfurter Allgemeine Zeitung como um "poético espírito livre e grande historiador económico", e recalca ao mesmo tempo criticamente, no entanto, ter ele escrito trás uma "viragem à direita" em 2014 "livros venenosos de direita radical".
Sieferle era casado e morava em Heidelberg, onde em 2016 cometeu suicídio.

## Disputa comFinis Germania
Postumamente, a editora da nova-direita Antaios publicou o título Finis Germania. O livro colocara-se no número nove da lista de junho de "livros do mês" da NDR e da süddeutsche Zeitung . Alcançara-o nesta lista porque um dos vinte e cinco jurados – como provou em breve o editor do Spiegel Johannes Saltzwedel – acumulara os seus anonimamente atribuídos vinte pontos de votação, que se têm normalmente distribuído em três ou quatro títulos, neste único livro. Isto provocou um escândalo.
Gustav Seibt, jornalista e historiador, considera Finis Germania uma "coleção de glosses e polêmicas". Poderia-se absolutamente reconhecer aí o "antiquíssimo tópico antissemita da vingança judia, ou da revanche e da crueldade judias". O cientista político e cojurado Herfried Münkler, descreveu a publicação como um trabalho embebido "profundamente de ideias antissemitas". Para o historiador, Volker Weiß, Sieferle utiliza "o Jargão de clássicos antissemitas". Tratar-se-ia este livro duma alienação do "escrito reivindicativo" Der Sieg des Judenthums über das Germanenthum (A vitória do judaísmo sobre a germanidade) de 1879 do antissemita Wilhelm Marr. Weiß qualificou a publicação de Sieferle como "um tratado tão horripilante quanto cínico contra a revisão histórica do passado da Alemanha".
O jornalista Christopher Caldwell , no entanto, julgou-o contrariamente no New York Times.

## Publicações selecionadas
- Die Revolution in der Theorie von Karl Marx (A Revolução na teoria de Karl Marx). Ullstein, Frankfurt am Main, 1979, ISBN 3-548-03584-1 (simultaneamente na dissertação de mestrado na Universidade de Constança, 1977).
- Der unterirdische Wald. Energiekrise und industrielle Revolution (A floresta subterrânea. A crise de energia e a revolução industrial). Beck, Munique, 1982, ISBN 3-406-08466-4.
- Fortschrittsfeinde? Opposition gegen Technik und Industrie von der Romantik bis zur Gegenwart ( Inimigos do progresso ? Oposição à tecnologia e a indústria desde o período romântico, até o presente). Beck, Munique, 1984, ISBN 3-406-30331-5.
- Die Krise der menschlichen Natur. Zur Geschichte eines Konzepts (A crise da natureza humana. A história dum conceito). Suhrkamp, Frankfurt am Main, 1989, ISBN 3-518-11567-7.
- Bevölkerungswachstum und Naturhaushalt. Studien zur Naturtheorie der klassischen Ökonomie (O crescimento da população e o meio ambiente. Estudos sobre a teoria natural da economia clássica). Suhrkamp, Frankfurt am Main, 1990, ISBN 3-518-58070-1.
- Epochenwechsel. Die Deutschen an der Schwelle zum 21. Jahrhundert (Cámbio de era. Os alemães no limiar do século XXI). Propyläen, Berlim, 1994, ISBN 3-549-05156-5.
- Die konservative Revolution. Fünf biographische Skizzen (A revolução conservadora. Cinco esboços biográficos). Fischer, Frankfurt am Main, 1995, ISBN 3-596-12817-X.
- Rückblick auf die Natur: Eine Geschichte des Menschen und seiner Umwelt (Retrospetiva da natureza: Uma história do homem e o seu ambiente). Luchterhand, Munique, 1997, ISBN 3-630-87993-4.
- Die antiken Stätten von morgen: Ruinen des Industriezeitalters (As antigas instalações do amanhã: As ruínas da era industrial), com fotografias de Manfred Hamm. Nicolai, Berlim, 2003, ISBN 978-3-87584-407-8.
- Com Fridolin Krausmann, Heinz Schandl, Verena Winiwarter: Das Ende der Fläche: Zum gesellschaftlichen Stoffwechsel der Industrialisierung . Böhlau, Colônia 2006, ISBN 3-412-31805-1 (=Umwelthistorische Forschungen. Band 2) (= Pesquisas históricas ambientais. Volume II).
- Karl Marx zur Einführung (Introdução a Karl Marx). Junius, Hamburgo, 2007, ISBN 978-3-88506-638-5.
- Transportgeschichte (A história do transporte). Lit, Berlim, 2008, ISBN 978-3-8258-0697-2(= Der Europäische Sonderweg. Band 1) (= O excepcionalismo europeu. Volume I).
- Como ed.: Familiengeschichte: Die europäische, chinesische und islamische Familie im historischen Vergleich (História da família: A europeia, chinesa e islâmica na comparação histórica). Lit, em Viena / Zurique / Berlim / Münster, 2008, ISBN 978-3-8258-1503-5 (= Der Europäische Sonderweg. Band 2).(= O excepcionalismo europeu. Volume II).
- Deutschland, Schlaraffenland. Auf dem Weg in die multitribale Gesellschaft (A Alemanha, O paraíso. No caminho para a sociedade multitribal). Em: Tumult, Vierteljahresschrift für Konsensstörung ( Escrito trimestral para a perturbação do consenso), nº 4/2015, Inverno 2015/16, p. 23-28. ( Obituário por Gustav Seibts na SZ: Sieferle "última intervenção")
- Das Migrationsproblem: Über die Unvereinbarkeit von Sozialstaat und Masseneinwanderung (A questão da Migração: Sobre a incompatibilidade do estado de bem-estar e da imigração em massa). Manu Scriptum, Waltrop 2017. ISBN 978-3944872414.
- Finis Germania. Antaios, Steigra 2017. ISBN 978-3-944422-50-3. (= Kaplaken. Volume L)